# Homeless World Cup 2014
La Homeless World Cup 2014 es un torneo de Fútbol callejero entre países organizado anualmente, cuyo objetivo es el de acabar con la falta de vivienda a través del fútbol. La organización espera que involucrar a personas sin hogar en el fútbol les motivará a cambiar sus vidas y desarrollar soluciones a la falta de vivienda en todo el mundo. La organización reúne en un torneo anual de fútbol a equipos de personas sin hogar de cada país.
La duodécima edición del torneo anual de fútbol Homeless World Cup fue organizada por Chile en octubre de 2014. 50 países, 48 equipos masculinos y 16 femeninos se reunirán en la Plaza de la Ciudadanía entre el 19 y 26 de octubre.
El torneo se divide en tres fases, primero la fase clasificatoria, la cual definirá en que grupo participará cada equipo, segundo la fase de grupos, en donde se define en qué trofeo participará cada país y por último la fase de trofeos, en donde se dividirán a los equipos entre los 6 diferentes trofeos de esta competición, siendo el más importante el Homeless World Cup. Esto posibilita a que los todos los equipos tengan la misma posibilidad de ganar algún trofeo y que logren jugar la misma cantidad de partidos. Después de cada partido, los equipos recibirán: 3 puntos para el equipo ganador, 2 puntos para el equipo que gane por penales; 1 punto para el equipo que pierda por penales y 0 puntos para los equipos que pierdan en tiempo normal.

## Fútbol Masculino
De los 50 equipos participantes de este torneo, 42 eran equipos masculinos. Los países participantes fueron los siguientes:
- Alemania
- Argentina
- Austria
- Bosnia-Herzegovina
- Brasil
- Bulgaria
- Camboya
- Canadá
- Chile
- Corea del Sur
- Costa Rica
- Dinamarca
- Escocia
- Eslovenia
- Estados Unidos
- Finlandia
- Francia
- Gales
- Ghana
- Grecia
- Hong Kong
- Hungría
- India
- Indonesia
- Inglaterra
- Irlanda
- Irlanda del Norte
- Italia
- Kirguistán
- Lituania
- México
- Namibia
- Noruega
- Países Bajos
- Perú
- Polonia
- Portugal
- República Checa
- Rumania
- Rusia
- Suecia
- Suiza

### Fase clasificatoria
El torneo comienza con una fase clasificatoria, la cual definirá los grupos para la siguiente fase.

#### Grupo A
| Equipo               | Pts | PJ | PG | PGP | PPP | Tarjetas |
| -------------------- | --- | -- | -- | --- | --- | -------- |
| Chile                | 15  | 5  | 5  | 0   | 0   | 0        |
| Bosnia & Herzegovina | 12  | 5  | 4  | 0   | 0   | 0        |
| Argentina            | 9   | 5  | 3  | 0   | 0   | 1        |
| Eslovenia            | 6   | 5  | 2  | 0   | 0   | 0        |
| Kirguistán           | 3   | 5  | 1  | 0   | 0   | 1        |
| Canadá               | 0   | 5  | 0  | 0   | 0   | 3        |

#### Grupo B
| Equipo            | Pts | PJ | PG | PGP | PPP | Tarjetas |
| ----------------- | --- | -- | -- | --- | --- | -------- |
| Hungría           | 12  | 5  | 4  | 1   | 1   | 1        |
| Escocia           | 11  | 5  | 4  | 1   | 0   | 1        |
| Indonesia         | 10  | 5  | 3  | 0   | 1   | 0        |
| Irlanda del Norte | 9   | 5  | 3  | 0   | 0   | 0        |
| Noruega           | 3   | 5  | 1  | 0   | 0   | 0        |
| Corea del Sur     | 0   | 5  | 0  | 0   | 0   | 0        |

#### Grupo C
| Equipo         | Pts | PJ | PG | PGP | PPP | Tarjetas |
| -------------- | --- | -- | -- | --- | --- | -------- |
| Países Bajos   | 11  | 4  | 4  | 1   | 0   | 0        |
| Rusia          | 9   | 4  | 3  | 1   | 1   | 1        |
| Bulgaria       | 8   | 4  | 2  | 0   | 2   | 0        |
| Inglaterra     | 3   | 4  | 1  | 0   | 0   | 0        |
| Estados Unidos | 0   | 4  | 0  | 0   | 0   | 0        |

#### Grupo D
| Equipo    | Pts | PJ | PG | PGP | PPP | Tarjetas |
| --------- | --- | -- | -- | --- | --- | -------- |
| Rumania   | 12  | 4  | 4  | 0   | 0   | 0        |
| Austria   | 9   | 4  | 3  | 0   | 0   | 0        |
| Perú      | 6   | 4  | 2  | 0   | 0   | 0        |
| Dinamarca | 3   | 4  | 1  | 0   | 0   | 0        |
| India     | 0   | 4  | 0  | 0   | 0   | 0        |

#### Grupo E
| Equipo  | Pts | PJ | PG | PGP | PPP | Tarjetas |
| ------- | --- | -- | -- | --- | --- | -------- |
| Brasil  | 12  | 4  | 4  | 0   | 0   | 0        |
| Polonia | 9   | 4  | 3  | 0   | 0   | 1        |
| Namibia | 6   | 4  | 2  | 0   | 0   | 1        |
| Suiza   | 3   | 4  | 1  | 0   | 0   | 0        |
| Camboya | 0   | 4  | 0  | 0   | 0   | 0        |

#### Grupo F
| Equipo  | Pts | PJ | PG | PGP | PPP | Tarjetas |
| ------- | --- | -- | -- | --- | --- | -------- |
| México  | 12  | 4  | 4  | 0   | 0   | 0        |
| Irlanda | 9   | 4  | 3  | 0   | 0   | 0        |
| Grecia  | 6   | 4  | 2  | 0   | 0   | 0        |
| Gales   | 3   | 4  | 1  | 0   | 0   | 0        |
| Suecia  | 0   | 4  | 0  | 0   | 0   | 0        |

#### Grupo G
| Equipo    | Pts | PJ | PG | PGP | PPP | Tarjetas |
| --------- | --- | -- | -- | --- | --- | -------- |
| Hong Kong | 11  | 4  | 4  | 1   | 0   | 1        |
| Portugal  | 11  | 4  | 3  | 0   | 2   | 1        |
| Ghana     | 4   | 4  | 1  | 0   | 1   | 0        |
| Francia   | 3   | 4  | 1  | 1   | 1   | 0        |
| Italia    | 2   | 4  | 1  | 1   | 0   | 0        |

#### Grupo H
| Equipo          | Pts | PJ | PG | PGP | PPP | Tarjetas |
| --------------- | --- | -- | -- | --- | --- | -------- |
| Lituania        | 12  | 4  | 4  | 0   | 0   | 1        |
| Alemania        | 9   | 4  | 3  | 0   | 0   | 0        |
| Costa Rica      | 7   | 4  | 2  | 0   | 1   | 0        |
| República Checa | 3   | 4  | 1  | 0   | 0   | 0        |
| Finlandia       | 0   | 4  | 0  | 0   | 0   | 0        |

- Nota: Todos los equipos clasifican a la fase de grupos.

### Fase de grupos
Se mezclan nuevamente los grupos, de acuerdo a los resultados de la fase anterior y estos participan por la clasificación a los diferentes trofeos.
|  | Disputará Homeless World Cup             |
|  | Disputará Copa Ejército de Chile         |
|  | Disputará Copa Municipalidad de Santiago |
|  | Disputará Copa Acción Total              |
|  | Disputará Copa Fútbol Calle              |
|  | Disputará Copa Red INSP                  |

#### Grupo A
| Equipo   | Pts | PJ | PG | PGP | PPP | Tarjetas |
| -------- | --- | -- | -- | --- | --- | -------- |
| Chile    | 15  | 5  | 5  | 0   | 0   | 0        |
| Namibia  | 12  | 5  | 4  | 0   | 0   | 1        |
| Hungría  | 9   | 5  | 3  | 0   | 0   | 0        |
| Bulgaria | 6   | 5  | 2  | 0   | 0   | 0        |
| Austria  | 3   | 5  | 1  | 0   | 0   | 0        |
| Grecia   | 0   | 5  | 0  | 0   | 0   | 0        |

#### Grupo B
| Equipo       | Pts | PJ | PG | PGP | PPP | Tarjetas |
| ------------ | --- | -- | -- | --- | --- | -------- |
| Polonia      | 15  | 5  | 5  | 0   | 0   | 1        |
| Países Bajos | 12  | 5  | 4  | 0   | 0   | 0        |
| Irlanda      | 8   | 5  | 3  | 1   | 0   | 1        |
| Rumania      | 3   | 5  | 1  | 0   | 0   | 0        |
| Ghana        | 3   | 5  | 1  | 1   | 1   | 0        |
| Costa Rica   | 3   | 5  | 1  | 0   | 0   | 1        |

#### Grupo C
| Equipo    | Pts | PJ | PG | PGP | PPP | Tarjetas |
| --------- | --- | -- | -- | --- | --- | -------- |
| Brasil    | 14  | 5  | 5  | 1   | 0   | 1        |
| Portugal  | 11  | 5  | 4  | 1   | 0   | 1        |
| Indonesia | 9   | 5  | 3  | 1   | 1   | 0        |
| México    | 7   | 5  | 2  | 0   | 1   | 1        |
| Alemania  | 3   | 5  | 1  | 0   | 0   | 1        |
| Argentina | 0   | 5  | 0  | 0   | 0   | 0        |

#### Grupo D
| Equipo               | Pts | PJ | PG | PGP | PPP | Tarjetas |
| -------------------- | --- | -- | -- | --- | --- | -------- |
| Bosnia & Herzegovina | 12  | 5  | 4  | 1   | 1   | 1        |
| Lituania             | 11  | 5  | 4  | 1   | 0   | 0        |
| Rusia                | 10  | 5  | 3  | 0   | 1   | 0        |
| Perú                 | 8   | 5  | 3  | 1   | 0   | 0        |
| Hong Kong            | 3   | 5  | 1  | 0   | 0   | 0        |
| Escocia              | 0   | 5  | 0  | 0   | 0   | 0        |

#### Grupo E
| Equipo            | Pts | PJ | PG | PGP | PPP | Tarjetas |
| ----------------- | --- | -- | -- | --- | --- | -------- |
| Irlanda del Norte | 12  | 4  | 4  | 0   | 0   | 0        |
| Eslovenia         | 6   | 4  | 2  | 0   | 0   | 0        |
| India             | 6   | 4  | 2  | 0   | 0   | 0        |
| Estados Unidos    | 6   | 4  | 2  | 0   | 0   | 0        |
| Canadá            | 0   | 4  | 0  | 0   | 0   | 1        |

#### Grupo F
| Equipo        | Pts | PJ | PG | PGP | PPP | Tarjetas |
| ------------- | --- | -- | -- | --- | --- | -------- |
| Dinamarca     | 12  | 4  | 4  | 0   | 0   | 0        |
| Inglaterra    | 9   | 4  | 3  | 0   | 0   | 0        |
| Camboya       | 3   | 4  | 1  | 0   | 0   | 0        |
| Corea del Sur | 3   | 4  | 1  | 0   | 0   | 0        |
| Suecia        | 3   | 4  | 1  | 0   | 0   | 0        |

#### Grupo G
| Equipo    | Pts | PJ | PG | PGP | PPP | Tarjetas |
| --------- | --- | -- | -- | --- | --- | -------- |
| Italia    | 9   | 3  | 3  | 0   | 0   | 0        |
| Gales     | 3   | 3  | 1  | 0   | 0   | 0        |
| Suiza     | 3   | 3  | 1  | 0   | 0   | 0        |
| Finlandia | 3   | 3  | 1  | 0   | 0   | 0        |

#### Grupo H
| Equipo          | Pts | PJ | PG | PGP | PPP | Tarjetas |
| --------------- | --- | -- | -- | --- | --- | -------- |
| Francia         | 9   | 3  | 3  | 0   | 0   | 0        |
| Noruega         | 6   | 3  | 2  | 0   | 0   | 0        |
| Kirguistán      | 3   | 3  | 1  | 0   | 0   | 0        |
| República Checa | 0   | 3  | 0  | 0   | 0   | 0        |

### Fase de trofeos
Los equipos, de acuerdo a sus puntajes, clasifican a uno de los 6 diferentes trofeos que se realizan en esta competencia, aquellos que lograron un mejor puntaje se sitúan en el trofeo de la Homeless World Cup.

#### Homeless World Cup
|  | Cuartos de final   | Cuartos de final   |         |         | Semifinales  | Semifinales  |  |  | Final | Final |
|  |                    |                    |         |         |              |              |  |  |       |       |
|  |                    |                    |         |         |              |              |  |  |       |       |
|  |                    |                    |         |         |              |              |  |  |       |       |
|  | Chile              | 4                  |         |         |              |              |  |  |       |       |
|  | Chile              | 4                  |         |         |              |              |  |  |       |       |
|  | Países Bajos       | 3                  |         |         |              |              |  |  |       |       |
|  | Países Bajos       | 3                  | Chile   | 8       |              |              |  |  |       |       |
|  |                    |                    | Chile   | 8       |              |              |  |  |       |       |
|  |                    | Brasil             | 7       |         |              |              |  |  |       |       |
|  | Brasil             | Brasil             | 7       | 9       |              |              |  |  |       |       |
|  | Brasil             |                    |         | 9       |              |              |  |  |       |       |
|  | Rusia              | 8                  |         |         |              |              |  |  |       |       |
|  | Rusia              | 8                  | Chile   | 5       |              |              |  |  |       |       |
|  |                    |                    | Chile   | 5       |              |              |  |  |       |       |
|  |                    | Bosnia-Herzegovina | 2       |         |              |              |  |  |       |       |
|  | Polonia            | Bosnia-Herzegovina | 2       | 8       |              |              |  |  |       |       |
|  | Polonia            |                    |         | 8       |              |              |  |  |       |       |
|  | Namibia            | 7                  |         |         |              |              |  |  |       |       |
|  | Namibia            | 7                  | Polonia | 4       | Tercer lugar | Tercer lugar |  |  |       |       |
|  |                    |                    | Polonia | 4       |              |              |  |  |       |       |
|  |                    | Bosnia-Herzegovina | 5       |         |              |              |  |  |       |       |
|  | Bosnia-Herzegovina | Bosnia-Herzegovina | 5       | 4       | Brasil       | 6 (0)        |  |  |       |       |
|  | Bosnia-Herzegovina |                    |         | 4       | Brasil       | 6 (0)        |  |  |       |       |
|  | Portugal           | 3                  |         | Polonia | 6 (1)        |              |  |  |       |       |
|  | Portugal           | 3                  |         |         | 6 (1)        |              |  |  |       |       |
|  |                    |                    |         |         |              |              |  |  |       |       |
|  |                    |                    |         |         |              |              |  |  |       |       |

#### Campeón
| Bandera de Chile |
| Campeón Chile    |
| Segundo título   |

### Otras copas
| Otras Copas            | Campeón           | Subcampeón    | Tercer lugar   | Cuarto lugar |
| ---------------------- | ----------------- | ------------- | -------------- | ------------ |
| Copa Ejército de Chile | México            | Indonesia     | Hungría        | Bulgaria     |
| Copa Mun. de Santiago  | Rumania           | Alemania      | Ghana          | Hong Kong    |
| Copa Acción Total      | Irlanda del Norte | Dinamarca     | Italia         | Francia      |
| Copa Fútbol Calle      | India             | Suiza         | Estados Unidos | Kirguistán   |
| Copa Red INSP          | Canadá            | Corea del Sur |                |              |

## Fútbol femenino
Al mismo tiempo que se juega el torneo masculino, compiten también las selecciones femeninas de fútbol calle, en esta ocasión 12 fueron las selecciones participantes:
- Argentina
- Brasil
- Chile
- Estados Unidos
- Gales
- Hungría
- India
- Inglaterra
- México
- Noruega
- Países Bajos
- Suecia

### Fase clasificatoria
El torneo comienza con una fase clasificatoria, la cual definirá los grupos para la siguiente fase.

#### Grupo A
| Equipo       | Pts | PJ | PG | PGP | PPP | Tarjetas |
| ------------ | --- | -- | -- | --- | --- | -------- |
| Chile        | 15  | 5  | 5  | 0   | 0   | 0        |
| Brasil       | 12  | 5  | 4  | 0   | 0   | 0        |
| Países Bajos | 9   | 5  | 3  | 0   | 0   | 0        |
| Argentina    | 6   | 5  | 2  | 0   | 0   | 0        |
| Noruega      | 3   | 5  | 1  | 0   | 0   | 0        |
| India        | 0   | 5  | 0  | 0   | 0   | 0        |

#### Grupo B
| Equipo         | Pts | PJ | PG | PGP | PPP | Tarjetas |
| -------------- | --- | -- | -- | --- | --- | -------- |
| México         | 15  | 5  | 5  | 0   | 0   | 0        |
| Hungría        | 12  | 5  | 4  | 0   | 0   | 0        |
| Inglaterra     | 6   | 5  | 2  | 0   | 0   | 0        |
| Gales          | 6   | 5  | 2  | 0   | 0   | 0        |
| Estados Unidos | 3   | 5  | 1  | 0   | 0   | 0        |
| Suecia         | 3   | 5  | 1  | 0   | 0   | 0        |

- Nota: Todos los equipos clasifican a la fase de grupos.

### Fase de grupos
Se mezclan nuevamente los grupos, de acuerdo a los resultados de la fase anterior y estos participan por la clasificación a los diferentes trofeos.
|  | Disputará Homeless World Cup |
|  | Disputará Copa Mujer         |

#### Grupo A
| Equipo       | Pts | PJ | PG | PGP | PPP | Tarjetas |
| ------------ | --- | -- | -- | --- | --- | -------- |
| Chile        | 9   | 3  | 3  | 0   | 0   | 0        |
| Hungría      | 6   | 3  | 2  | 0   | 0   | 0        |
| Países Bajos | 3   | 3  | 1  | 0   | 0   | 0        |
| Inglaterra   | 0   | 3  | 0  | 0   | 0   | 0        |

#### Grupo B
| Equipo    | Pts | PJ | PG | PGP | PPP | Tarjetas |
| --------- | --- | -- | -- | --- | --- | -------- |
| México    | 9   | 3  | 3  | 0   | 0   | 0        |
| Brasil    | 6   | 3  | 2  | 0   | 0   | 0        |
| Argentina | 3   | 3  | 1  | 0   | 0   | 0        |
| Gales     | 0   | 3  | 0  | 0   | 0   | 1        |

#### Grupo INSP
| Equipo         | Pts | PJ | PG | PGP | PPP | Tarjetas |
| -------------- | --- | -- | -- | --- | --- | -------- |
| Estados Unidos | 9   | 3  | 3  | 0   | 0   | 0        |
| India          | 6   | 3  | 2  | 0   | 0   | 0        |
| Noruega        | 2   | 3  | 1  | 1   | 0   | 0        |
| Suecia         | 1   | 3  | 0  | 0   | 1   | 0        |

### Fase de trofeos
Los equipos, de acuerdo a sus puntajes, clasifican a uno de los 2 diferentes trofeos que se realizan en esta competencia, aquellos que lograron un mejor puntaje se sitúan en el trofeo de la Homeless World Cup.

#### Homeless World Cup
|  | Cuartos de final | Cuartos de final |         |         | Semifinales  | Semifinales  |  |  | Final | Final |
|  |                  |                  |         |         |              |              |  |  |       |       |
|  |                  |                  |         |         |              |              |  |  |       |       |
|  |                  |                  |         |         |              |              |  |  |       |       |
|  | Chile            | 13               |         |         |              |              |  |  |       |       |
|  | Chile            | 13               |         |         |              |              |  |  |       |       |
|  | Gales            | 0                |         |         |              |              |  |  |       |       |
|  | Gales            | 0                | Chile   | 4       |              |              |  |  |       |       |
|  |                  |                  | Chile   | 4       |              |              |  |  |       |       |
|  |                  | Brasil           | 1       |         |              |              |  |  |       |       |
|  | Países Bajos     | Brasil           | 1       | 1       |              |              |  |  |       |       |
|  | Países Bajos     |                  |         | 1       |              |              |  |  |       |       |
|  | Brasil           | 5                |         |         |              |              |  |  |       |       |
|  | Brasil           | 5                | Chile   | 4       |              |              |  |  |       |       |
|  |                  |                  | Chile   | 4       |              |              |  |  |       |       |
|  |                  | México           | 3       |         |              |              |  |  |       |       |
|  | Hungría          | México           | 3       | 5       |              |              |  |  |       |       |
|  | Hungría          |                  |         | 5       |              |              |  |  |       |       |
|  | Argentina        | 2                |         |         |              |              |  |  |       |       |
|  | Argentina        | 2                | Hungría | 1       | Tercer lugar | Tercer lugar |  |  |       |       |
|  |                  |                  | Hungría | 1       |              |              |  |  |       |       |
|  |                  | México           | 13      |         |              |              |  |  |       |       |
|  | Inglaterra       | México           | 13      | 1       | Brasil       | 6            |  |  |       |       |
|  | Inglaterra       |                  |         | 1       | Brasil       | 6            |  |  |       |       |
|  | México           | 12               |         | Hungría | 2            |              |  |  |       |       |
|  | México           | 12               |         |         | 2            |              |  |  |       |       |
|  |                  |                  |         |         |              |              |  |  |       |       |
|  |                  |                  |         |         |              |              |  |  |       |       |

#### Campeón
| Bandera de Chile |
| Campeón Chile    |
| Primer título    |

### Palmarés femeninos
| Campeón        | Subcampeón | Tercer lugar | Cuarto lugar |
| -------------- | ---------- | ------------ | ------------ |
| Estados Unidos | India      | Noruega      | Suecia       |